# Łysiny (przystanek kolejowy)
Łysiny – zamknięty przystanek osobowy a dawniej stacja kolejowa w Łysinach na linii kolejowej nr 387, w powiecie wschowskim, w województwie lubuskim, w Polsce.